# Eupithecia kurtia
Eupithecia kurtia là một loài bướm đêm trong họ Geometridae.